# Montastrea serageldini
Montastrea serageldini är en korallart som beskrevs av Veron 2002. Montastrea serageldini ingår i släktet Montastrea och familjen Faviidae. IUCN kategoriserar arten globalt som sårbar.
Artens utbredningsområde är Indiska oceanen. Inga underarter finns listade i Catalogue of Life.